# Nokere Koerse 2017
La 71e édition de la Nokere Koerse (officiellement Danilith-Nokere Koerse) a lieu le 15 mars 2017. La course fait partie du calendrier UCI Europe Tour 2017 en catégorie 1.HC.

## Présentation

### Parcours
Le parcours propose des nouveautés par rapport à l'édition précédente. L'objectif annoncé du directeur de course Rony De Sloovere est de rendre le final de la course plus compliqué et plus difficile à contrôler pour le peloton et éviter un sprint massif.
Le point de départ reste la place de Deinze à Nokere. La première côte de la compétition, le Tiegemberg, est placé après 36 kilomètres. Les coureurs se dirigent ensuite une première fois sur le Nokereberg après 55 kilomètres. Au 82e kilomètre, les coureurs abordent un circuit long de 13,2 kilomètres, à réaliser sept fois. Ce circuit final est  modifié avec l'ajout d'un secteur pavé, le Herlegemstraat, pour durcir la course, rendant l'épreuve moins aisée à contrôler pour les équipes de sprinteurs.

### Équipes
Classée en catégorie 1.HC de l'UCI Europe Tour, la Nokere Koerse est par conséquent ouverte aux WorldTeams dans la limite de 70 % des équipes participantes, aux équipes continentales professionnelles, aux équipes continentales belges et à une équipe nationale belge.
Vingt-trois équipes participent à cette Nokere Koerse - six WorldTeams, treize équipes continentales professionnelles et quatre équipes continentales :
| WorldTeams (6)- BMC Racing Team - Bora-Hansgrohe - Katusha-Alpecin - Lotto NL-Jumbo - Lotto-Soudal - Team Sunweb Équipes continentales professionnelles (13)- Aqua Blue Sport - CCC Sprandi Polkowice - Cofidis, Solutions Crédits - Direct Énergie - Fortuneo-Vital Concept - Gazprom-RusVelo - Israel Cycling Academy - Nippo-Vini Fantini - Roompot-Nederlandse Loterij - Sport Vlaanderen-Baloise - Verandas Willems-Crelan - Wanty-Groupe Gobert - WB-Veranclassic-Aqua Protect Équipes continentales (4)- Cibel-Cebon - Joker Icopal - Pauwels Sauzen-Vastgoedservice - Tarteletto-Isorex |
| |

## Classements

### Classement final
| \| Classement général \| Classement général \| Classement général \| Classement général \| Classement général \| \| Coureur \| Coureur \| Pays \| Équipe \| Temps \| \| ------------------ \| ------------------ \| ------------------ \| --------------------------- \| ------------------ \| \| 1er \| Nacer Bouhanni \| France \| Cofidis, Solutions Crédits \| 4 h 07 min 31 s \| \| 2e \| Adam Blythe \| Royaume-Uni \| Aqua Blue Sport \| + 0 s \| \| 3e \| Joeri Stallaert \| Belgique \| Cibel-Cebon \| + 0 s \| \| 4e \| Phil Bauhaus \| Allemagne \| Team Sunweb \| + 0 s \| \| 5e \| Bert Van Lerberghe \| Belgique \| Sport Vlaanderen-Baloise \| + 0 s \| \| 6e \| Coen Vermeltfoort \| Pays-Bas \| Roompot-Nederlandse Loterij \| + 0 s \| \| 7e \| Rüdiger Selig \| Allemagne \| Bora-Hansgrohe \| + 0 s \| \| 8e \| André Looij \| Pays-Bas \| Roompot-Nederlandse Loterij \| + 0 s \| \| 9e \| Alan Banaszek \| Pologne \| CCC Sprandi Polkowice \| + 0 s \| \| 10e \| Mathias De Witte \| Belgique \| Cibel-Cebon \| + 0 s \| |                    |             |                             |                 |
| |                    |             |                             |                 |
| Sources : ProCyclingStats Cycling Quotient Cycling Archives |                    |             |                             |                 |
| Classement général |                    |             |                             |                 |
| Coureur | Coureur            | Pays        | Équipe                      | Temps           |
| 1er | Nacer Bouhanni     | France      | Cofidis, Solutions Crédits  | 4 h 07 min 31 s |
| 2e | Adam Blythe        | Royaume-Uni | Aqua Blue Sport             | + 0 s           |
| 3e | Joeri Stallaert    | Belgique    | Cibel-Cebon                 | + 0 s           |
| 4e | Phil Bauhaus       | Allemagne   | Team Sunweb                 | + 0 s           |
| 5e | Bert Van Lerberghe | Belgique    | Sport Vlaanderen-Baloise    | + 0 s           |
| 6e | Coen Vermeltfoort  | Pays-Bas    | Roompot-Nederlandse Loterij | + 0 s           |
| 7e | Rüdiger Selig      | Allemagne   | Bora-Hansgrohe              | + 0 s           |
| 8e | André Looij        | Pays-Bas    | Roompot-Nederlandse Loterij | + 0 s           |
| 9e | Alan Banaszek      | Pologne     | CCC Sprandi Polkowice       | + 0 s           |
| 10e | Mathias De Witte   | Belgique    | Cibel-Cebon                 | + 0 s           |

### UCI Europe Tour
Cette Nokere Koerse attribue des points pour l'UCI Europe Tour 2017, par équipes seulement aux coureurs des équipes continentales professionnelles et continentales, individuellement à tous les coureurs sauf ceux faisant partie d'une équipe ayant un label WorldTeam.
| Position,          | 1er | 2e  | 3e  | 4e  | 5e | 6e | 7e | 8e | 9e | 10e | 11e | 12e | 13e | 14e | 15e | 16e à 30e | 31e à 40e |
| Classement général | 200 | 150 | 125 | 100 | 85 | 70 | 60 | 50 | 40 | 35  | 30  | 25  | 20  | 15  | 10  | 5         | 3         |

## Liste des participants
| Légende | Légende                                                                    | Légende | Légende                                                    |
| ------- | -------------------------------------------------------------------------- | ------- | ---------------------------------------------------------- |
| Num     | Dossard de départ porté par le coureur sur cette Nokere Koerse             | Pos     | Position à l'arrivée de la course                          |
|         | Indique un maillot de champion national ou mondial, suivi de sa spécialité | NP      | Indique un coureur qui n'a pas pris le départ de la course |
| AB      | Indique un coureur qui n'a pas terminé la course                           | HD      | Indique un coureur qui a terminé la course hors des délais |

| Verandas Willems-Crelan VWC | Verandas Willems-Crelan VWC | Verandas Willems-Crelan VWC |
| --------------------------- | --------------------------- | --------------------------- |
| Num                         | Coureur                     | Pos                         |
| 1                           | Timothy Dupont (BEL)        | 155e                        |
| 2                           | Gaëtan Bille (BEL)          | 136e                        |
| 3                           | Sander Cordeel (BEL)        | 154e                        |
| 4                           | Michael Goolaerts (BEL)     | 134e                        |
| 5                           | Aidis Kruopis (LTU)         | 29e                         |
| 6                           | Dries De Bondt (BEL)        | 62e                         |
| 7                           | Stef Van Zummeren (BEL)     | AB                          |
| 8                           | Huub Duyn (NED)             | 80e                         |
| Directeur sportif :         |                             |                             |

| Lotto-Soudal LTS    | Lotto-Soudal LTS      | Lotto-Soudal LTS |
| ------------------- | --------------------- | ---------------- |
| Num                 | Coureur               | Pos              |
| 11                  | Frederik Frison (BEL) | 108e             |
| 12                  | Jasper De Buyst (BEL) | 20e              |
| 13                  | Kris Boeckmans (BEL)  | 149e             |
| 14                  | Sean De Bie (BEL)     | 91e              |
| 15                  | Rémy Mertz (BEL)      | 51e              |
| 16                  | James Shaw (GBR)      | 164e             |
| 17                  | Marcel Sieberg (GER)  | 110e             |
| 18                  | Enzo Wouters (BEL)    | 122e             |
| Directeur sportif : |                       |                  |

| BMC Racing BMC      | BMC Racing BMC              | BMC Racing BMC |
| ------------------- | --------------------------- | -------------- |
| Num                 | Coureur                     | Pos            |
| 21                  | Tom Bohli (SUI)             | 76e            |
| 22                  |                             |                |
| 23                  | Silvan Dillier (SUI)        | 109e           |
| 24                  | Martin Elmiger (SUI)        | 23e            |
| 25                  | Kilian Frankiny (SUI)       | 77e            |
| 26                  | Floris Gerts (NED)          | 27e            |
| 27                  | Miles Scotson (AUS) (Route) | 38e            |
| 28                  | Loïc Vliegen (BEL)          | 35e            |
| Directeur sportif : |                             |                |

| Bora-Hansgrohe BOH  | Bora-Hansgrohe BOH        | Bora-Hansgrohe BOH |
| ------------------- | ------------------------- | ------------------ |
| Num                 | Coureur                   | Pos                |
| 31                  | Pascal Ackermann (GER)    | 98e                |
| 32                  | Erik Baška (SVK)          | 74e                |
| 33                  |                           |                    |
| 34                  |                           |                    |
| 35                  | Lukas Pöstlberger (AUT)   | 129e               |
| 36                  | Andreas Schillinger (GER) | 142e               |
| 37                  | Michael Schwarzmann (GER) | AB                 |
| 38                  | Rüdiger Selig (GER)       | 7e                 |
| Directeur sportif : |                           |                    |

| Katusha-Alpecin KAT | Katusha-Alpecin KAT          | Katusha-Alpecin KAT |
| ------------------- | ---------------------------- | ------------------- |
| Num                 | Coureur                      | Pos                 |
| 41                  | Maxim Belkov (RUS)           | 78e                 |
| 42                  | Jenthe Biermans (BEL)        | 17e                 |
| 43                  | José Gonçalves (POR)         | 41e                 |
| 44                  | Viatcheslav Kouznetsov (RUS) | 44e                 |
| 45                  | Marco Mathis (GER)           | 137e                |
| 46                  | Nils Politt (GER)            | 60e                 |
| 47                  | Jhonatan Restrepo (COL)      | 150e                |
| 48                  | Mads Würtz Schmidt (DEN)     | 120e                |
| Directeur sportif : |                              |                     |

| Lotto NL-Jumbo LNJ  | Lotto NL-Jumbo LNJ          | Lotto NL-Jumbo LNJ |
| ------------------- | --------------------------- | ------------------ |
| Num                 | Coureur                     | Pos                |
| 51                  | Koen Bouwman (NED)          | 128e               |
| 52                  | Twan Castelijns (NED)       | 24e                |
| 53                  | Floris De Tier (BEL)        | 107e               |
| 54                  | Amund Grøndahl Jansen (NOR) | 30e                |
| 55                  | Martijn Keizer (NED)        | 127e               |
| 56                  | Bert-Jan Lindeman (NED)     | 152e               |
| 57                  | Steven Lammertink (NED)     | 19e                |
| 58                  | Antwan Tolhoek (NED)        | 59e                |
| Directeur sportif : |                             |                    |

| Sunweb SUN          | Sunweb SUN                | Sunweb SUN |
| ------------------- | ------------------------- | ---------- |
| Num                 | Coureur                   | Pos        |
| 61                  | Phil Bauhaus (GER)        | 4e         |
| 62                  | Bert De Backer (BEL)      | 40e        |
| 63                  | Johannes Fröhlinger (GER) | 64e        |
| 64                  | Lennard Hofstede (NED)    | AB         |
| 65                  | Lennard Kämna (GER)       | 68e        |
| 66                  | Sindre Lunke (NOR)        | 104e       |
| 67                  | Laurens ten Dam (NED)     | 101e       |
| 68                  | Zico Waeytens (BEL)       | 46e        |
| Directeur sportif : |                           |            |

| Aqua Blue Sport ABS | Aqua Blue Sport ABS       | Aqua Blue Sport ABS |
| ------------------- | ------------------------- | ------------------- |
| Num                 | Coureur                   | Pos                 |
| 71                  | Adam Blythe (GBR) (Route) | 2e                  |
| 72                  | Matthew Brammeier (IRL)   | 121e                |
| 73                  | Conor Dunne (IRL)         | 165e                |
| 74                  | Andrew Fenn (GBR)         | 131e                |
| 75                  | Aaron Gate (NZL)          | 33e                 |
| 76                  | Leigh Howard (AUS)        | 118e                |
| 77                  | Lasse Norman Hansen (DEN) | 50e                 |
| 78                  | Peter Koning (NED)        | 153e                |
| Directeur sportif : |                           |                     |

| CCC Sprandi Polkowice CCC | CCC Sprandi Polkowice CCC | CCC Sprandi Polkowice CCC |
| ------------------------- | ------------------------- | ------------------------- |
| Num                       | Coureur                   | Pos                       |
| 81                        | Alan Banaszek (POL)       | 9e                        |
| 82                        | Jakub Kaczmarek (POL)     | 49e                       |
| 83                        | Jonas Koch (GER)          | 61e                       |
| 84                        | Kamil Małecki (POL)       | 66e                       |
| 85                        | Michał Paluta (POL)       | 48e                       |
| 86                        | František Sisr (CZE)      | 11e                       |
| 87                        | Patryk Stosz (POL)        | 140e                      |
| 88                        | Adrian Kurek (POL)        | 138e                      |
| Directeur sportif :       |                           |                           |

| Cofidis COF         | Cofidis COF               | Cofidis COF |
| ------------------- | ------------------------- | ----------- |
| Num                 | Coureur                   | Pos         |
| 91                  | Rayane Bouhanni (FRA)     | AB          |
| 92                  | Loïc Chetout (FRA)        | 135e        |
| 93                  | Dorian Godon (FRA)        | 102e        |
| 94                  | Hugo Hofstetter (FRA)     | 88e         |
| 95                  | Nacer Bouhanni (FRA)      | 1er         |
| 96                  | Michael Van Staeyen (BEL) | 115e        |
| 97                  | Jonas Van Genechten (BEL) | 89e         |
| 98                  | Kenneth Vanbilsen (BEL)   | 114e        |
| Directeur sportif : |                           |             |

| Direct Énergie DEN  | Direct Énergie DEN     | Direct Énergie DEN |
| ------------------- | ---------------------- | ------------------ |
| Num                 | Coureur                | Pos                |
| 101                 | Ryan Anderson (CAN)    | 148e               |
| 102                 | Romain Cardis (FRA)    | 31e                |
| 103                 | Jérémy Cornu (FRA)     | 103e               |
| 104                 | Yohann Gène (FRA)      | 146e               |
| 105                 | Fabien Grellier (FRA)  | 34e                |
| 106                 | Tony Hurel (FRA)       | 141e               |
| 107                 | Paul Ourselin (FRA)    | 83e                |
| 108                 | Alexandre Pichot (FRA) | 54e                |
| Directeur sportif : |                        |                    |

| Fortuneo-Vital Concept FVC | Fortuneo-Vital Concept FVC | Fortuneo-Vital Concept FVC |
| -------------------------- | -------------------------- | -------------------------- |
| Num                        | Coureur                    | Pos                        |
| 111                        | Franck Bonnamour (FRA)     | 70e                        |
| 112                        | Erwann Corbel (FRA)        | 151e                       |
| 113                        |                            |                            |
| 114                        |                            |                            |
| 115                        | Benoît Jarrier (FRA)       | 42e                        |
| 116                        | Francis Mourey (FRA)       | 139e                       |
| 117                        | Florian Vachon (FRA)       | 86e                        |
| 118                        | Boris Vallée (BEL)         | 22e                        |
| Directeur sportif :        |                            |                            |

| Gazprom-RusVelo GAZ | Gazprom-RusVelo GAZ       | Gazprom-RusVelo GAZ |
| ------------------- | ------------------------- | ------------------- |
| Num                 | Coureur                   | Pos                 |
| 121                 | Igor Boev (RUS)           | 65e                 |
| 122                 | Dmitry Kozontchuk (RUS)   | 100e                |
| 123                 | Roman Maikin (RUS)        | 56e                 |
| 124                 | Alexey Tsatevitch (RUS)   | 28e                 |
| 125                 | Evgeny Shalunov (RUS)     | 132e                |
| 126                 | Andrey Solomennikov (RUS) | 105e                |
| 127                 | Kirill Sveshnikov (RUS)   | AB                  |
| 128                 | Anton Vorobyev (RUS)      | 73e                 |
| Directeur sportif : |                           |                     |

| Israel Cycling Academy ICA | Israel Cycling Academy ICA | Israel Cycling Academy ICA |
| -------------------------- | -------------------------- | -------------------------- |
| Num                        | Coureur                    | Pos                        |
| 131                        | Guillaume Boivin (CAN)     | 12e                        |
| 132                        | Zakkari Dempster (AUS)     | 147e                       |
| 133                        | Krists Neilands (LAT)      | 87e                        |
| 134                        | Mihkel Räim (EST) (Route)  | 18e                        |
| 135                        | Guy Sagiv (ISR) (Route)    | 79e                        |
| 136                        | Hamish Schreurs (NZL)      | 124e                       |
| 137                        | Dennis van Winden (NED)    | 113e                       |
| 138                        | Benjamin Perry (CAN)       | 72e                        |
| Directeur sportif :        |                            |                            |

| Nippo-Vini Fantini NIP | Nippo-Vini Fantini NIP     | Nippo-Vini Fantini NIP |
| ---------------------- | -------------------------- | ---------------------- |
| Num                    | Coureur                    | Pos                    |
| 141                    | Nicola Bagioli (ITA)       | 111e                   |
| 142                    | Giacomo Berlato (ITA)      | AB                     |
| 143                    | Alessandro Bisolti (ITA)   | 161e                   |
| 144                    | Pierpaolo De Negri (ITA)   | 58e                    |
| 145                    | Marino Kobayashi (JPN)     | AB                     |
| 146                    | Yūma Koishi (JPN)          | AB                     |
| 147                    | Nicolas Marini (ITA)       | 55e                    |
| 148                    | Riccardo Stacchiotti (ITA) | 21e                    |
| Directeur sportif :    |                            |                        |

| Roompot-Nederlandse Loterij RNL | Roompot-Nederlandse Loterij RNL | Roompot-Nederlandse Loterij RNL |
| ------------------------------- | ------------------------------- | ------------------------------- |
| Num                             | Coureur                         | Pos                             |
| 151                             | Martijn Budding (NED)           | 47e                             |
| 152                             | Berden de Vries (NED)           | 32e                             |
| 153                             | André Looij (NED)               | 8e                              |
| 154                             | Elmar Reinders (NED)            | 126e                            |
| 155                             | Oscar Riesebeek (NED)           | 75e                             |
| 156                             | Martijn Tusveld (NED)           | 95e                             |
| 157                             | Etienne van Empel (NED)         | 36e                             |
| 158                             | Coen Vermeltfoort (NED)         | 6e                              |
| Directeur sportif :             |                                 |                                 |

| Sport Vlaanderen-Baloise SVB | Sport Vlaanderen-Baloise SVB | Sport Vlaanderen-Baloise SVB |
| ---------------------------- | ---------------------------- | ---------------------------- |
| Num                          | Coureur                      | Pos                          |
| 161                          | Preben Van Hecke (BEL)       | 71e                          |
| 162                          | Aimé De Gendt (BEL)          | 145e                         |
| 163                          | Edward Planckaert (BEL)      | 94e                          |
| 164                          | Jarl Salomein (BEL)          | 13e                          |
| 165                          | Thomas Sprengers (BEL)       | 92e                          |
| 166                          | Stijn Steels (BEL)           | 112e                         |
| 167                          | Kenneth Van Rooy (BEL)       | 143e                         |
| 168                          | Bert Van Lerberghe (BEL)     | 5e                           |
| Directeur sportif :          |                              |                              |

| Wanty-Groupe Gobert WGG | Wanty-Groupe Gobert WGG        | Wanty-Groupe Gobert WGG |
| ----------------------- | ------------------------------ | ----------------------- |
| Num                     | Coureur                        | Pos                     |
| 171                     | Kenny Dehaes (BEL)             | 90e                     |
| 172                     | Frederik Backaert (BEL)        | 116e                    |
| 173                     | Wesley Kreder (NED)            | 57e                     |
| 174                     | Mark McNally (GBR)             | 106e                    |
| 175                     | Danilo Napolitano (ITA)        | 25e                     |
| 176                     | Andrea Pasqualon (ITA)         | 52e                     |
| 177                     | Pieter Vanspeybrouck (BEL)     | 63e                     |
| 178                     | Guillaume Van Keirsbulck (BEL) | 67e                     |
| Directeur sportif :     |                                |                         |

| WB-Veranclassic-Aqua Protect WVA | WB-Veranclassic-Aqua Protect WVA | WB-Veranclassic-Aqua Protect WVA |
| -------------------------------- | -------------------------------- | -------------------------------- |
| Num                              | Coureur                          | Pos                              |
| 181                              | Ludwig De Winter (BEL)           | 125e                             |
| 182                              | Kevyn Ista (BEL)                 | 117e                             |
| 183                              | Roy Jans (BEL)                   | 39e                              |
| 184                              | Justin Jules (FRA)               | 16e                              |
| 185                              | Alex Kirsch (LUX)                | AB                               |
| 186                              | Lawrence Naesen (BEL)            | 166e                             |
| 187                              | Dimitri Peyskens (BEL)           | 99e                              |
| 188                              | Maxime Vantomme (BEL)            | 97e                              |
| Directeur sportif :              |                                  |                                  |

| Cibel-Cebon CIB     | Cibel-Cebon CIB         | Cibel-Cebon CIB |
| ------------------- | ----------------------- | --------------- |
| Num                 | Coureur                 | Pos             |
| 191                 | Robby Cobbaert (BEL)    | 96e             |
| 192                 | Dennis Coenen (BEL)     | 119e            |
| 193                 | Matthias De Witte (BEL) | 10e             |
| 194                 | Michiel Dieleman (BEL)  | 82e             |
| 195                 | Jimmy Janssens (BEL)    | 130e            |
| 196                 | Alexander Maes (BEL)    | 144e            |
| 197                 | Seppe Verschuere (BEL)  | 84e             |
| 198                 | Joeri Stallaert (BEL)   | 3e              |
| Directeur sportif : |                         |                 |

| Joker Icopal TJI    | Joker Icopal TJI           | Joker Icopal TJI |
| ------------------- | -------------------------- | ---------------- |
| Num                 | Coureur                    | Pos              |
| 201                 | Kristoffer Halvorsen (NOR) | 157e             |
| 202                 | Ole Forfang (NOR)          | 133e             |
| 203                 | Markus Hoelgaard (NOR)     | 160e             |
| 204                 | Vegard Breen (NOR)         | 93e              |
| 205                 | Bjørn Tore Hoem (NOR)      | 159e             |
| 206                 | Anders Skaarseth (NOR)     | 37e              |
| 207                 | Kristoffer Skjerping (NOR) | 156e             |
| 208                 | Adrian Aas Stien (NOR)     | 158e             |
| Directeur sportif : |                            |                  |

| Pauwels Sauzen–Vastgoedservice PSV | Pauwels Sauzen–Vastgoedservice PSV | Pauwels Sauzen–Vastgoedservice PSV |
| ---------------------------------- | ---------------------------------- | ---------------------------------- |
| Num                                | Coureur                            | Pos                                |
| 211                                | David Boucher (BEL)                | 53e                                |
| 212                                | Brecht Dhaene (BEL)                | 123e                               |
| 213                                | Gerry Druyts (BEL)                 | 81e                                |
| 214                                | Arjen Livyns (BEL)                 | 45e                                |
| 215                                | Rob Leemans (BEL)                  | 14e                                |
| 216                                | Barry Markus (NED)                 | 163e                               |
| 217                                | Timothy Stevens (BEL)              | 26e                                |
| 218                                | Jordi Van Dingenen (BEL)           | AB                                 |
| Directeur sportif :                |                                    |                                    |

| Tarteletto-Isorex TIS | Tarteletto-Isorex TIS  | Tarteletto-Isorex TIS |
| --------------------- | ---------------------- | --------------------- |
| Num                   | Coureur                | Pos                   |
| 221                   | Michael Cools (BEL)    | 69e                   |
| 222                   | Andy Leigh (GBR)       | 162e                  |
| 223                   | Jonathan Breyne (BEL)  | 168e                  |
| 224                   | Niels De Rooze (BEL)   | 85e                   |
| 225                   | Jelle Mannaerts (BEL)  | 15e                   |
| 226                   | Rob Ruijgh (NED)       | 43e                   |
| 227                   | Michiel Stockman (BEL) | AB                    |
| 228                   | Kevin Verwaest (BEL)   | 167e                  |
| Directeur sportif :   |                        |                       |